# Ellen Gethner
Ellen Gethner, née en 1960, est une mathématicienne et informaticienne américaine spécialisée en théorie des graphes qui a remporté le prix Chauvenet de la Mathematical Association of America en 2002 avec les co-auteurs Stan Wagon et Brian Wick pour leur article A floll through the Gaussian Primes.  

## Carrière
Gethner a deux doctorats. Elle a terminé son premier, un doctorat en mathématiques de l'université d'État de l'Ohio, en 1992; sa thèse, intitulée Rational Period Functions For The Modular Group And Related Discrete Groups, a été dirigée par L. Alayne Parson. Elle a obtenu un deuxième doctorat en informatique de l'université de la Colombie-Britannique en 2002, avec une thèse Computational Aspects of Escher Tilings dirigée par Nick Pippenger et David G. Kirkpatrick (en).  
Gethner est professeure agrégée au département d'informatique et d'ingénierie de l'université du Colorado à Denver .  

## Recherches
Gethner s'est intéressée aux liens entre la géométrie et l'art après un cours de lycée utilisant un kaléidoscope pour transformer un dessin en une mosaïque du plan semblable à Escher. Cela a inspiré plus tard certaines de ses recherches sur les motifs de papier peint et sur la conversion de la musique en motifs visuels.  

## Publications
- Gethner, E. et Springer, W. M. II. "How False Is Kempe's Proof of the Four-Color Theorem?" Congr. Numer. 164, 159-175, 2003.